# Bachata entre amigos
 (avril 2017).
Si vous disposez d'ouvrages ou d'articles de référence ou si vous connaissez des sites web de qualité traitant du thème abordé ici, merci de compléter l'article en donnant les références utiles à sa vérifiabilité et en les liant à la section « Notes et références ».
Albums de Víctor Víctor
Pisando Rayas
(2001) Verde y Negro
(2007)
Bachata entre amigos est un album de duos du chanteur dominicain Víctor Víctor où il interprète une reprise, en version bachata, de chanson célèbre de son invité, en duo avec celui-ci (sauf pour la dernière, Sólo Bachata, qu'il chante en solo).
Sorti en 2006, Víctor Víctor reçoit, à La Havane (Cuba) pour cet album, le prix d'honneur international, prix décerné par le concours Cubadisco.

## Liste des titres
| 1.    | Lucía                  | Joan Manuel Serrat     | 3:37 |
| 2.    | Graffiti de amor       | Carlos Varela          | 3:45 |
| 3.    | Por amor               | Rafael Solano          | 3:15 |
| 4.    | Rabo de nube           | Silvio Rodríguez       | 3:38 |
| 5.    | Años                   | Pablo Milanés          | 3:30 |
| 6.    | Un vestido y un amor   | Fito Páez              | 3:23 |
| 7.    | A la sombra de un león | Joaquín Sabina         | 3:54 |
| 8.    | Andresito Reyna        | Luis Diaz              | 4:10 |
| 9.    | Créeme                 | Vicente Feliú          | 3:34 |
| 10.   | Dónde estabas tú       | Jose Antonio Rodriguez | 4:16 |
| 11.   | Quiero abrazarte tanto | Víctor Manuel          | 4:40 |
| 12.   | No te da               | Manuel Jiménez         | 4:02 |
| 13.   | Debajo del puente      | Pedro Guerra           | 3:41 |
| 14.   | Llanto a la luna       | José Manuel Calderón   | 3:11 |
| 15.   | Sólo bachata           | en solo                | 3:59 |
| 56:35 |                        |                        |      |

## Crédits

### Membres du groupe
- Víctor Víctor : chant, maracas
- Juan Francisco Ordóñez : guitare
- Pedro Guerra : chœurs
- Guarionex Aquino, Luis Mojíca : percussions
- Jochy & Carengue Sanchez, Junior Cabrera : claviers
- Isaias Leclerc, Hector Santana, Ramón Alnos : bajo sexto
- Sandy Gabriel : saxophone soprano
- Armando Beltré : trompette

### Équipes technique et production
- Production : Víctor Víctor, Juan Francisco Ordóñez
- Arrangements : Juan Francisco Ordóñez
- Ingénierie : Eduardo Collazo, Bolivar Gomez, Adalberto Hernandez, Alvaro Mata, Carlos Altolaguirre
- Mixage : Alvaro Mata
- Assistants de production : Rosa León, Tommy Garcia